# 基亚拉蒙蒂
基亚拉蒙蒂（義大利語：Chiaramonti），是意大利萨萨里省的一个市镇。总面积98.76平方公里，人口1773人，人口密度18.0人/平方公里（2009年）。ISTAT代码为090025。